# Literom
LiteRom is een naslagwerk met in 2016 onder meer ruim 43.000 Nederlandse en Vlaamse recensies vanaf 1900, uitgegeven door de Ned. Bibliotheek en Lektuur Centrale vanaf 27 november 1992. De cd was middelpunt van een grote schending van auteursrecht.
De LiteRom is een fulltext databank over Nederlandstalige literatuur. Er zijn boekrecensies opgenomen die zijn verschenen in Nederlandse en Vlaamse dag- en weekbladen. Het betreft hier bladen van Margriet, Vrij Nederland tot De Telegraaf. De LiteRom biedt toegang via schrijver, titel, bron, recensent, recensietitel en woorden uit de recensietekst.  
Aanvankelijk, vóór 1993, werden er zonder toestemming ook artikelen van freelancers van kranten en andere bladen opgenomen. Deze maakten bezwaar, procedeerden met steun van de journalistenbond NVJ evenals de uitgeversbond KNUB en wonnen hun zaak in 1997. Via de rechtenorganisatie Lira hebben van de ongeveer 2000 opgenomen auteurs 700 een vergoeding gekregen.
In 2022 is LiteRom online beschikbaar, onder andere voor leden van de bibliotheek en voor scholieren. In dat jaar bevat de database meer dan 200.000 boekrecensies.